# Parafia św. Włodzimierza Wielkiego w Krynicy-Zdroju
Parafia św. Włodzimierza Wielkiego – parafia prawosławna znajdująca się w Krynicy-Zdroju. Parafia należy do dekanatu Krynica w diecezji przemysko-gorlickiej.
Na terenie parafii funkcjonuje 1 cerkiew:
- cerkiew św. Włodzimierza Wielkiego w Krynicy-Zdroju – parafialna

## Historia
Parafia prawosławna w Krynicy-Zdroju została erygowana dekretem metropolity Bazylego 1 czerwca 1981. Cerkiew parafialną wzniesiono w latach 1983–1996.
W 2014 parafia liczyła około 60 wiernych.

## Wykaz proboszczów
- 1981–2006 – ks. Bazyli Gałczyk
- od 2006 – ks. Piotr Pupczyk